# دفلى سيبيرية
دفلى سيبيرية (الاسم العلمي: Nerium sibiricum) هي نوع غير مؤكد من النباتات تتبع جنس الدفلى من الفصيلة الدفلية.